# Stanisław Mazur
Stanisław Mazur (polonès: Stanisław Mieczysław Mazur)  (Lviv, 1 de gener de 1905 - Varsòvia, 5 de novembre de 1981) va ser un matemàtic polonès.

## Vida i Obra
Mazur va fer els estudis secundaris a la seva vil·la natal, Lemberg (actual Lviv, Ucraïna) que es va passar a denominar Lwów (Polònia), després de la Primera Guerra Mundial. El 1923 va ingressar a la universitat de Lwów per estudiar matemàtiques i també va estar un temps a la universitat de París. El 1932 va obtenir el doctorat a Lwów, dirigit per Stefan Banach. En aquesta època es va afiliar al partit comunista. A partir de 1932 va ser assistent d'Hugo Steinhaus a la universitat de Lwów. Va ser un dels membres de la tertúlia matemàtica del Café Escocès, a les quals va col·laborar aportant una vintena de problemes. Des de 1939, durant l'ocupació soviètica, va ser professor de geometria i a partir de 1941, durant l'ocupació nazi, va treballar de dependent del comerç.
En acabar la guerra, va recuperar la seva plaça nominalment, però va estar col·laborant en les tasques de repatriació de polonesos des de l'Unió Soviètica, fins que el 1946 va ser nomenat professor de la recent creada universitat de Lodz, en la qual només va estar dos cursos, ja que el 1948 va passar a ser professor de la universitat de Varsòvia. Com que havia sigut membre del partit comunista des de feia molt temps, va tenor càrrecs rellevants en l'estructura científica del nou estat polonès, essent diputat en una legislatura. Es va retirar el 1975 i va morir a Varsòvia el 1981.
Mazur és reconegut com l'inventor dels mètodes geomètrics a l'anàlisi funcional, tot i que els seus interessos matemàtics eren molt més amplis. Va fer importants aportacions a les àlgebres lineals, a la caracterització dels espais de Banach i d'altres espais topològics i a la teoria de la sumabilitat. Va publicar una quarantena d'articles científics i va fer nombroses presentacions de treballs a la Societat Polonesa de Matemàtiques.

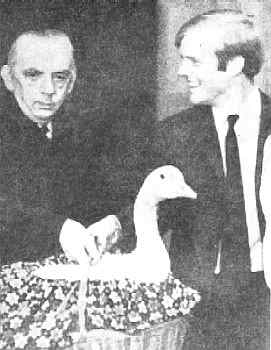
Mazur entregant el premi al matemàtic suec Per Enflo.

Els problemes de la tertúlia del Café Escocès eren escrits en un llibre que conservava el cambrer de l'establiment i que, miraculosament, va sobreviure a la Segona Guerra Mundial i va ser editat i traduït a l'anglès per Stanisław Ulam el 1956. Els problemes tenien premis assignats a qui els solucionés: dos cafés, una cervesa, ... El problema 153, que preguntava sobre l'existència de bases de Schauder en els espais de Banach separables, establert per Mazur el 1936, tenia assignat com a premi una oca viva. El 1972, Mazur va acabar entregant el premi al matemàtic suec Per Enflo, per haver demostrat la seva inexistència.